# Hans Lutsch
Hans Lutsch (* 13. Februar 1854 in Naugard; † 24. Mai 1922 in Bad Nauheim) war ein deutscher Baubeamter und Denkmalpfleger. Er war der Staatskonservator Preußens von 1901 bis 1920.

## Leben
Hans Lutsch entstammte einer Pastorenfamilie. Nach dem Abitur am Collegium Groeningianum in Stargard studierte er an der Berliner Bauakademie. Während seines Studiums wurde er 1875/76 Mitglied der Akademischen Liedertafel Berlin im Sondershäuser Verband. Er schloss sein Studium mit der Prüfung zum Regierungsbauführer ab.
Ab 1880 war er als Regierungsbauführer am Staatliche Hochbauamt in Cammin tätig, wo er mit Vorarbeiten zur Wiederherstellung des Kreuzgangs des Camminer Doms befasst war. Im Auftrag der Gesellschaft für pommersche Geschichte und Altertumskunde, deren Mitglied er seit 1881 war, erstellte er einen Katalog der Baudenkmäler im Regierungsbezirk Stettin. Diesen Katalog veröffentlichte er von 1883 bis 1890 in der Zeitschrift für Bauwesen und 1890 zusammengefasst unter dem Titel „Mittelalterliche Backsteinbauten Mittelpommerns von der Peene bis zur Rega“.
1884 bestand Lutsch die Prüfung zum Regierungsbaumeister und kam im gleichen Jahr nach Breslau, wo er die Kataloge der Baudenkmäler der Provinz Schlesien erstellte: Für die Stadt Breslau (1886), den Regierungsbezirk Breslau (1889), den Regierungsbezirk Liegnitz (1891) sowie den Regierungsbezirk Oppeln (1894). 1891 wurde Lutsch zum Provinzialkonservator für Schlesien bestellt und war damit der erste Provinzialkonservator in Preußen. 1894 gehörte er zu den Mitbegründern der Breslauer Hallenschwimmbad AG.
1901 wurde Lutsch als Nachfolger von Reinhold Persius zum Staatskonservator Preußens berufen. Als solcher war er dem Preußischen Ministerium der geistlichen, Unterrichts- und Medizinalangelegenheiten zugeordnet. Lutsch verwaltete das Amt als Staatskonservator entschlossen und hatte bald Schwierigkeiten sowohl in seinem Ministerium als auch mit Oskar Hossfeld, der im  Preußischen Ministerium der öffentlichen Arbeiten für Kirchenbau zuständig war. 1920 trat Lutsch in den Ruhestand.
Lutsch verfasste etwa 40 Bücher und Aufsätze über Denkmäler. Er starb 1922 in Bad Nauheim an einem Herzleiden. Sein Nachlass wurde als Depositum an das Staatsarchiv Stettin überwiesen. 1943 wurde der Bestand Lutsch wahrscheinlich nach Nippoglense bei Stolp ausgelagert. Heute befindet er sich wieder im Staatsarchiv Stettin.

## Schriften (Auswahl)
- Mittelalterliche Backsteinbauten Mittelpommerns von der Peene bis zur Rega. Berlin 1890.
- Verzeichnis der Kunstdenkmäler der Provinz Schlesien. Bände I–VI. Berlin 1886–1903.
  - Band 3: Die Kunstdenkmäler des Reg.-Bezirks Liegnitz. Korn, Breslau 1891 (Google Books).
- Bilderwerk Schlesischer Kunstdenkmäler. Berlin 1903 (Digitalisat).
- Gestaltung und Ausstattung nichtkirchlicher Räume des späteren deutschen Mittelalters und der Renaissance. In: Zeitschrift für Bauwesen. Nr. 1, 1921, Sp. 1–29 (zlb.de). (Fortsetzung). In: Zeitschrift für Bauwesen. Nr. 4, 1921, Sp. 116–146 (zlb.de).